# 水の国
水の国（みずのくに）は、島根県江津市にある江津市立の「水」をテーマとした現代美術と科学のミュージアムと、水にふれあえる公園が一体となった施設。旧桜江町時代の1997年（平成9年）に森林総合公園「風の国」とともに整備された公園である。
正式名称は「江津市水ふれあい公園水の国」、愛称は「水の国/MUSEUM104゜」（-ミュージアムいちまるよんど）。設計は高野デザインプロデュースによる。
2018年（平成30年）から休館となり、2025年（令和7年）3月末に閉館した。

## 概要
江の川に隣接する公園と施設は、旧約聖書に登場する「ノアの方舟」をコンセプトに設計されたデザインとなっており、展示棟をアララト山に止まった方舟に、広さ2,150平方メートルの人工池を大洪水の水に見立てている。V字谷の景観に溶け込んだその様子が「一つの生物のように息づき、演出をされている（中略）〈水の景観〉が、この山村のＶ字谷を一変し、この地方に見受けられる棚田や石垣などに風土性を求めながら幻想の世界を醸し出し、この地の景観に光を与え、引き立てている」と評価され、「第5回しまね景観賞」の大賞を受賞した。
本ミュージアムでは、庭園や展示棟内での現代アート作品の展示、水の力を利用した科学的な実験や音の体験、旧桜江町の四季と文化及び同町のシンボルであったカッパ（猿猴）の伝説などに関するミニシアター、旧桜江町出身の映画監督松林宗恵の記念館を楽しむことができた。
2018年（平成30年）3月26日（月）より休館となり、民間の譲渡先を募集していたが、見つからず、2025年（令和7年）3月末で廃止となった。

## 施設
- カフェ　ドゥ　リビエラ
- ショップスクエア
- 松林宗恵映画記念館
- 庭園 - 静寂の庭・桜江飛翔基地・水琴窟の庭
- 水物語
- 水と音の館
- アートギャラリー
- サイエンスギャラリー
- 幻想宮
- 水のスタジオ
- ミニシアター

## アクセス
- 鉄道：JR西日本三江線より川戸駅で下車。タクシーで10分[7]。
- 自家用車：浜田自動車道大朝インターチェンジから国道261号線経由で40分[8]。